# Ustikolina
Ustikolina är en ort i Bosnien och Hercegovina.   Den ligger i Bosna-Podrinje kanton och entiteten Federationen Bosnien och Hercegovina, i den sydöstra delen av landet, 50 km sydost om huvudstaden Sarajevo. Ustikolina ligger 392 meter över havet och antalet invånare är 4 446.